# Liste des monuments historiques protégés en 1887
Cet article recense les monuments historiques français classés en 1887.

## Protections
| Édifice                            | Commune                    | Département       | Région              | Protection | Base Mérimée                         | Coordonnées                        | Image |
| ---------------------------------- | -------------------------- | ----------------- | ------------------- | ---------- | ------------------------------------ | ---------------------------------- | ----- |
| Château                            | Arques                     | Aude              | Occitanie           | classé     | « PA00102539 », notice no PA00102539 | 42° 56′ 50″ nord, 2° 23′ 14″ est   |       |
| Église Saint-Pierre                | Pont-l'Abbé-d'Arnoult      | Charente-Maritime | Nouvelle-Aquitaine  | classé     | « PA00104849 », notice no PA00104849 | 45° 49′ 33″ nord, 0° 51′ 57″ ouest |       |
| Menhir de la Ville-l'Évêque        | Berchères-sur-Vesgre       | Eure-et-Loir      | Centre-Val de Loire | classé     | « PA00096971 », notice no PA00096971 | 48° 50′ 38″ nord, 1° 33′ 11″ est   |       |
| Église Saint-Pierre                | Senlis                     | Oise              | Hauts-de-France     | classé     | « PA00114889 », notice no PA00114889 | 49° 12′ 43″ nord, 2° 35′ 09″ est   |       |
| Église Saint-Nicolas-des-Champs    | 3e arrondissement de Paris | Paris             | Île-de-France       | classé     | « PA00086111 », notice no PA00086111 | 48° 51′ 47″ nord, 2° 21′ 34″ est   |       |
| Temple du Marais                   | 4e arrondissement de Paris | Paris             | Île-de-France       | classé     | « PA00086261 », notice no PA00086261 | 48° 51′ 15″ nord, 2° 21′ 27″ est   |       |
| Pont Marie                         | 4e arrondissement de Paris | Paris             | Île-de-France       | classé     | « PA00086474 », notice no PA00086474 | 48° 51′ 15″ nord, 2° 21′ 27″ est   |       |
| Église Saint-Paul-Saint-Louis      | 4e arrondissement de Paris | Paris             | Île-de-France       | classé     | « PA00086260 », notice no PA00086260 | 48° 51′ 15″ nord, 2° 21′ 27″ est   |       |
| Sorbonne                           | 5e arrondissement de Paris | Paris             | Île-de-France       | classé     | « PA00088485 », notice no PA00088485 | 48° 50′ 40″ nord, 2° 20′ 59″ est   |       |
| Collège des Bernardins             | 5e arrondissement de Paris | Paris             | Île-de-France       | classé     | « PA00088408 », notice no PA00088408 | 48° 50′ 40″ nord, 2° 20′ 59″ est   |       |
| Église Saint-Nicolas-du-Chardonnet | 5e arrondissement de Paris | Paris             | Île-de-France       | classé     | « PA00088418 », notice no PA00088418 | 48° 50′ 40″ nord, 2° 20′ 59″ est   |       |